# Cejkov
Cejkov – wieś (obec) na Słowacji położona w kraju koszyckim, w powiecie Trebišov. Pierwsze wzmianki o miejscowości pochodzą z 1381 roku. 
Według danych z dnia 31 grudnia 2012 roku, wieś zamieszkiwało 1155 osób, w tym 592 kobiety i 563 mężczyzn.
W 2001 roku rozkład populacji względem narodowości i przynależności etnicznej wyglądał następująco:
- Słowacy – 96,85%
- Czesi – 0,48%
- Romowie – 0,4%
- Ukraińcy – 0,08%
- Węgrzy – 1,21%

Ze względu na wyznawaną religię struktura mieszkańców kształtowała się w 2001 roku następująco:
- Katolicy rzymscy – 69,25%
- Grekokatolicy – 17,51%
- Ewangelicy – 0,24%
- Prawosławni – 6,94%
- Ateiści – 1,45%
- Nie podano – 2,58%